# Spring Fever (1927)
Spring Fever is een film uit 1927 onder regie van Edward Sedgwick. De film is een vehikel voor William Haines en werd in 1930 opnieuw gemaakt als musical onder de titel Love in the Rough. In die versie hadden Robert Montgomery en Dorothy Jordan de hoofdrollen.
De film is gebaseerd op een toneelstuk van Vincent Lawrence.

## Verhaal
Jack is een winkelbediende die verliefd wordt op de rijke Allie Monte. Jack doet zich voor als professionele golfer om lid te worden van de country club waar Allie regelmatig te vinden is. Als hij eenmaal ontdekt dat Allie van hem houdt voor wie hij is, is het al te laat... Hij moet nu meedoen aan een belangrijke golfwedstrijd.

## Cast
| Acteur           | Personage         |
| ---------------- | ----------------- |
| William Haines   | Jack Kelly        |
| Joan Crawford    | Allie Monte       |
| George K. Arthur | Eustace Tewksbury |
| George Fawcett   | Mr. Waters        |